# Rhabdomastix nuttingi
Rhabdomastix nuttingi är en tvåvingeart som beskrevs av Alexander 1950. Rhabdomastix nuttingi ingår i släktet Rhabdomastix och familjen småharkrankar. Inga underarter finns listade i Catalogue of Life.